# Mont Fure
Le mont Fure (フレ岳, Fure-dake) est une montagne culminant à 1 046 m d'altitude dans le groupe volcanique Nasu à Chitose en Hokkaidō au Japon. La Shiribetsu-gawa prend sa source dans la montagne.